# 王鈞豪
王鈞豪（1888年1月10日—1967年5月10日），名世英，字鈞豪，以字行，江蘇省金匱縣人，宣統二年進士。

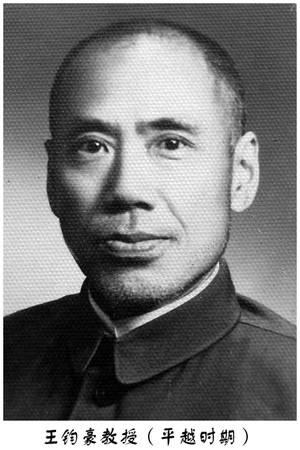
王鈞豪教授

## 生平
光緒三十三年（1907年）秋，入學北洋大學堂工科採礦冶金門甲班生，宣統二年畢業。
宣統二年五月，北洋大學堂預科學生補習期滿，照中學堂給獎，獎給拔貢生。
宣統二年十月，學部會考北洋大學堂畢業學生，王鈞豪得82.25分，考列最優等。
宣統二年十一月初九日己酉（1910年12月10日），賞給進士出身，改為翰林院檢討。

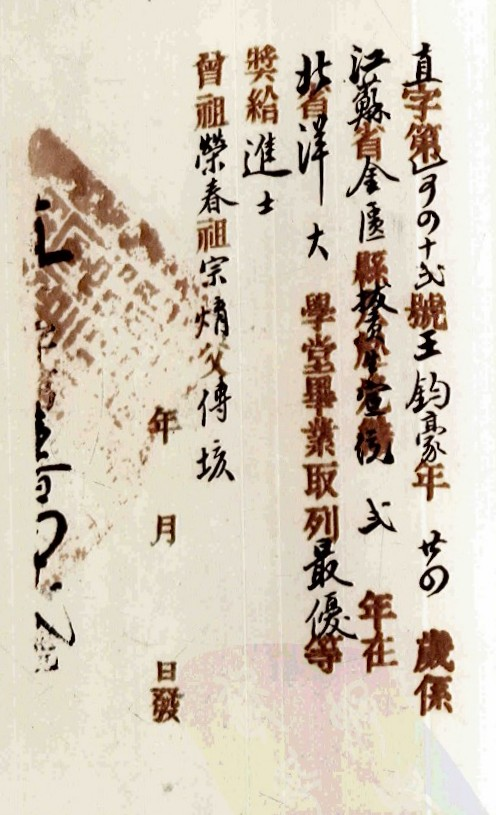
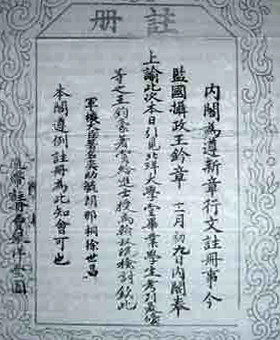
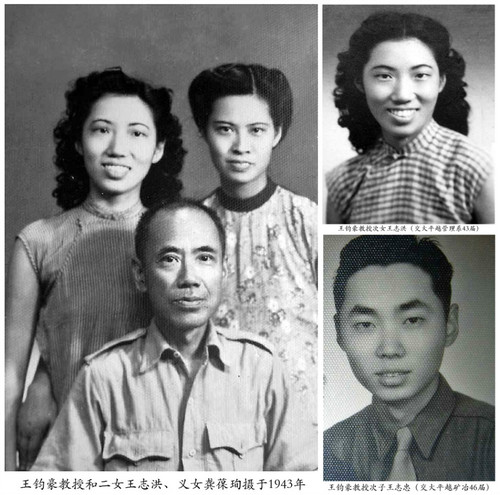
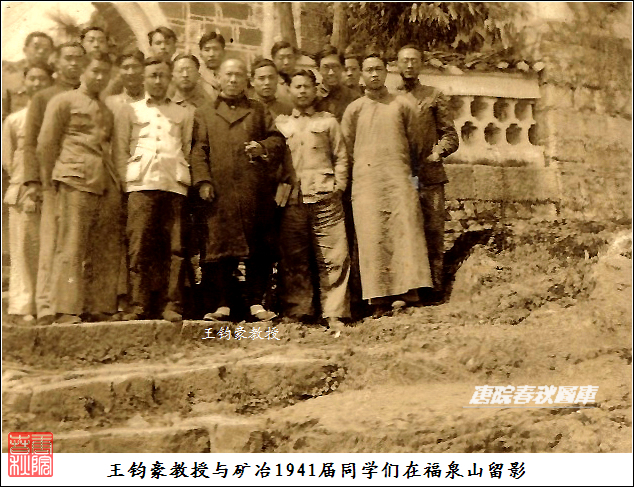
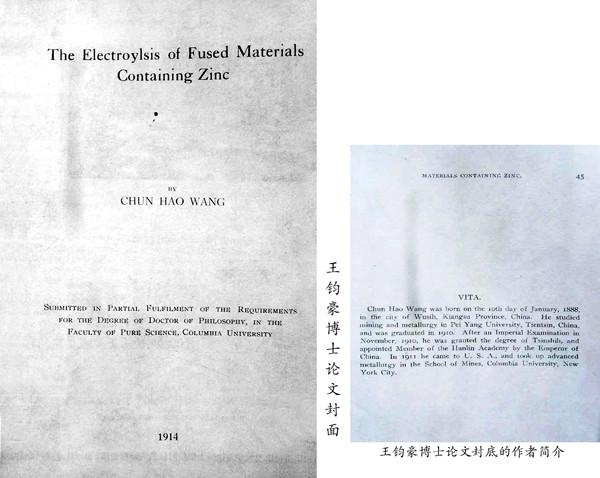